# Hesperinus cuspidistylus
Hesperinus cuspidistylus är en tvåvingeart som beskrevs av Hardy och Takahashi 1960. Hesperinus cuspidistylus ingår i släktet Hesperinus och familjen Hesperinidae. Inga underarter finns listade i Catalogue of Life.